# NGC 4529
NGC 4529 (również PGC 41639 lub UGC 7697) – galaktyka spiralna (Sc), znajdująca się w gwiazdozbiorze Warkocza Bereniki.
Prawdopodobnie odkrył ją William Herschel 12 marca 1784 roku, jednak pozycja przez niego podana znajduje się z dala od galaktyk w tym obszarze i nie jest pewne, którą z nich zaobserwował. Niektóre źródła (np. baza SIMBAD) jako NGC 4529 identyfikują galaktykę PGC 41463 (PGC 41482).